# Torneo República
Torneo República, Copa República o Campeonato Nacional de Clubes, fue el nombre que recibió una competencia oficial entre clubes de fútbol de la capital e interior del Paraguay que se disputó con interrupciones entre 1976 y 1995.
El objetivo de esta competición, que se jugaba a comienzos de año, era integrar a los clubes de la capital, Asunción, con los clubes afiliados a las ligas locales de la UFI, y darle a estos la posibilidad de clasificar a copas internacionales organizada por la CONMEBOL. El equipo más laureado del torneo es el Club Cerro Porteño con 3 títulos.

## Historia

### Antecedentes
El antecedente más remoto a la integración de equipos del interior y la capital fue la Copa República, disputada entre el campeón del metropolitano y el campeón del Interligas. En la edición 1964, Cerro Porteño venció a la selección de Coronel Oviedo (4-0 y 0-4). En la edición de 1966, el campeón del año anterior, Olimpia, venció a la misma Selección Ovetense, por 8 a 1.
Luego, existe un antecedente más cercano, el Torneo de Integración disputado en 1975, el cual aparentemente pudo haber tenido carácter amistoso, y fue ganado por Libertad.

### De Campeonato Nacional de Clubes a Torneo República
La primera edición de este torneo se organizó en 1976 con el nombre de Campeonato Nacional de Clubes, a partir de experiencias de países vecinos, y contando con una mitad de clubes afiliados directamente a la A.P.F. y otra mitad a la Unión del Fútbol del Interior.
Al comienzo este campeonato de la república debía jugarse cada dos años, intercalándose con el Campeonato Nacional Interligas, pero fue suspendido durante 12 años tras el segundo torneo (1978). 
En 1987, se disputó un Torneo de Integración Nacional entre clubes de la capital y el interior, el cual impulsó su reactivación. El mismo habría sido organizado por los mismos clubes de Primera División.
Posteriormente, el campeonato fue retomado entre 1990 y 1995 con el nuevo nombre de Torneo República, disputándose anualmente con la única excepción de 1994, debido a que ese año 6 equipos del interior fueron experimentalmente incorporados a la Primera División.
Con la creación en 1997 de la División Intermedia (equivalente a una Segunda División), integrada por clubes del interior y de la capital, la realización de este torneo ya no era necesaria ni efectiva. De hecho, en 1998 el campeón de la Intermedia del año anterior, 12 de Octubre de Itauguá, fue el primer club que jugó en la División de Honor gracias al nuevo sistema.

### Campeones
El primer campeón fue Olimpia en 1976 (luego ganaría una vez más en 1992), seguido de su rival Cerro Porteño en 1978 (el cual sería campeón de nuevo en 1991 y 1995). Cuando se lo retomó en 1990, Atlético Colegiales fue el ganador, logrando su primer y único título en un torneo principal de la A.P.F. Este mismo hecho sería repetido por Cerro Corá en 1993. Solo estos 4 clubes citados lograron conquistar el título; Sportivo Luqueño en dos ocasiones y Libertad en tres, disputaron sin éxito la final.

### Segundo cupo para laCopa Libertadores
Uno de los objetivos iniciales del Torneo República o Campeonato Nacional era dar la posibilidad a los clubes del interior de clasificar a la Copa Libertadores del año siguiente, por lo mismo, el campeón tenía el derecho a jugar contra el vicecampeón metropolitano un minitorneo a dos partidos por esa plaza.
De los siete minitorneos realizados, tres fueron ganados por el campeón del República, dos por el subcampeón metropolitano y en dos ocasiones no hubo disputa por haber sido el mismo campeón de este Torneo también subcampeón metropolitano.

#### Otros clasificatorios a la Libertadores
Hubo un antecedente al Torneo República, en el cual también se dio la posibilidad de llegar a la Libertadores a equipos del interior del país, pues se realizó un mini torneo clasificatorio a la Copa Libertadores de 1972 (por el segundo cupo). El mismo lo disputaron las selecciones de Liga Central y Liga Encarnacena de Fútbol, campeón y vice del Campeonato Nacional de Interligas, junto a Cerro Porteño y River Plate, vicecampeón y tercero del torneo de la División de Honor de la LPF, respectivamente. Resultó ganador el mismo vicecampeón metropolitano Cerro Porteño.
Con respecto al Torneo de Integración de 1987, no hay información sobre si su campeón tenía derecho a disputar la segunda plaza a la Copa Libertadores (probablemente no, por no poseer carácter oficial); de hecho, el ganador Olimpia fue también subcampeón metropolitano.
En 1988, aunque no hubo Torneo República, el subcampeón metropolitano Sol de América debió pelear por la segunda plaza a la Libertadores ante el campeón de clubes del interior, Pettirossi de Encarnación; ganó los dos encuentros finalmente.
Al año siguiente, 1989, Guaraní y Cerro Porteño (segundo y tercero del campeonato metropolitano) jugaron contra los dos mejores ubicados en el Interligas, Liga Ypacaraí (campeón) y Liga Deportiva Paranaense (vicecampeón). Ambos partidos de las semifinales se jugaron el miércoles 24 de enero de 1990 en el Defensores del Chaco. Guaraní goleó 4-0 a Paranaense y el Ciclón se impuso 1-0 a Ypacaraí. En la final, el domingo 28 de enero, Cerro Porteño se impuso a Guaraní en penales 3-1 (tras el 0-0 en 90 minutos) y obtuvo la plaza a la Copa Libertadores.

## Palmarés
| Año  | Campeón                       | Subcampeón       | 2° plaza a la Libertadores                                 |
| ---- | ----------------------------- | ---------------- | ---------------------------------------------------------- |
|      | Campeonato Nacional de Clubes |                  |                                                            |
| 1976 | Olimpia                       | Libertad         | Sí. Ganó al subcampeón metropolitano Cerro Porteño         |
| 1978 | Cerro Porteño                 | Libertad         | No. Perdió ante el subcampeón metrop. Sol de América       |
|      | Torneo República              |                  |                                                            |
| 1990 | Atlético Colegiales           | Sportivo Luqueño | Sí. Ganó 2-1 al subcampeón metropolitano S. Luqueño        |
| 1991 | Cerro Porteño                 | Sportivo Luqueno | Sí, también fue subcampeón metropolitano                   |
| 1992 | Olimpia                       | Cerro Porteño    | Sí. Ganó al subcampeón metrop. Libertad                    |
| 1993 | Cerro Corá                    | Guaraní          | No. Perdió con Cerro Porteño (pero fue a la Copa Conmebol) |
| 1995 | Cerro Porteño                 | Libertad         | Sí, también fue subcampeón metropolitano                   |

## Títulos por equipo
| Club                | Títulos | Años campeón      | Años vicecampeón  |
| ------------------- | ------- | ----------------- | ----------------- |
| Cerro Porteño       | 3       | 1978, 1991 y 1995 | 1992              |
| Olimpia             | 2       | 1976 y 1992       |                   |
| Atlético Colegiales | 1       | 1990              |                   |
| Cerro Corá          | 1       | 1993              |                   |
| Libertad            |         |                   | 1976, 1978 y 1995 |
| Sportivo Luqueño    |         |                   | 1990 y 1991       |
| Guaraní             |         |                   | 1993              |